# 레스터 P. 피어슨 빌딩

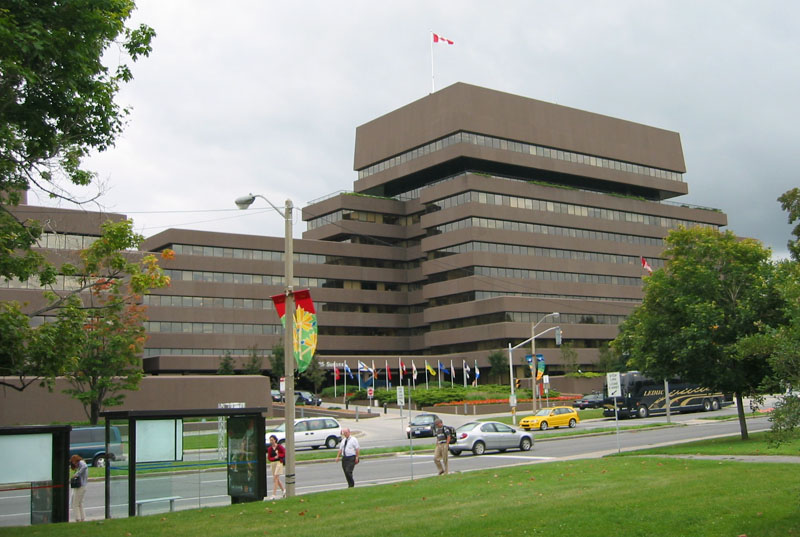
레스터 P. 피어슨 빌딩

레스터 P. 피어슨 빌딩(영어: Lester B. Pearson Building)은 캐나다 정부의 외교통상개발부의 본부이다. 캐나다의 수도 온타리오주 오타와의 로어 타운이라는 동네에 125 서섹스 드라이브에 위치한다. 1968년과 1973년 사이에 지었다. 이 건물은 레스터 B. 피어슨 전직 외교부 장관, 노벨 평화상 수상자, 그리고 총리의 이름에서 따왔다.
금기되는 듯한 모습 때문에 이 건물은 때때로 피어슨 요새(영어: Fort Pearson)라는 별명이 있다. 피어슨 요새라는 이름은 외교통상개발부의 환유로 자주 불린다. WZMH 아키텍츠이라는 건축설계 회사에서 설계하였다.